# Gafanhoto-do-milho
O gafanhoto de milho (Sphenarium purpurascens) é um inseto ortóptero da família dos pirgomorfas, que encontra-se no México e Guatemala.

## Descrição
Seu corpo adulto é resistente, afiada para o anterior e posterior (fusiforme), pouco tem vestígios de asas (são braquípteros). Da cor verde-oliva brilhante com manchas pretas em todo o corpo. O macho é visivelmente magro (0,8 centímetros em seu ponto mais largo) do sexo feminino (até 1,5 cm). Os olhos são preeminentes, a cabeça é triangular, mais largo que longo, as antenas são mais alongados do que no masculino e composto por 14 juntas. Vive entre as plantas e preferem se alimentar de girassol selvagem (Helianthus annuus L.), que usa tanto as folhas,ramos e pétalas.

## Reprodução

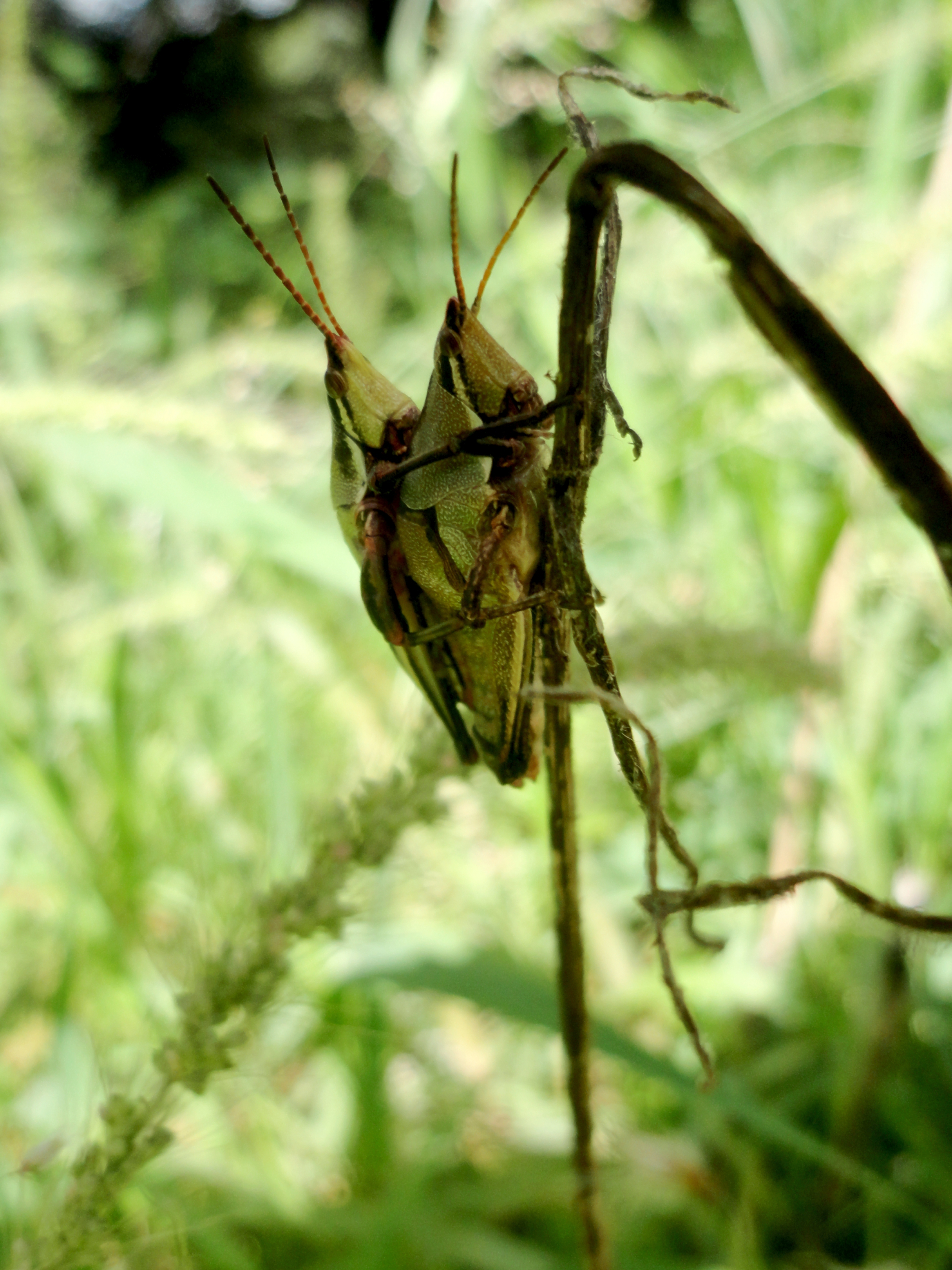
Cópula.

Cabem-se ligando as porções terminais do abdome, o macho "monta" a fêmea e acasalamento dura 6 a 7 horas. A fêmea deposita a ooteca entrar em seu abdome no chão e enterrar a uma profundidade de 3 a 5 cm, em solos não auditadas, ao longo das estradas, drenos, arestas e cumes. Quando as fêmeas são ovipositoras, sofrem descoloração do verde ao castanho. Os ovos medem 0,4 milímetros de comprimento, são ovais, marrom brilhante, enquanto que seus polos (extremidades) são mais obscuros. Cada ooteca pode conter cerca de 30 ovos.

## Metamorfose

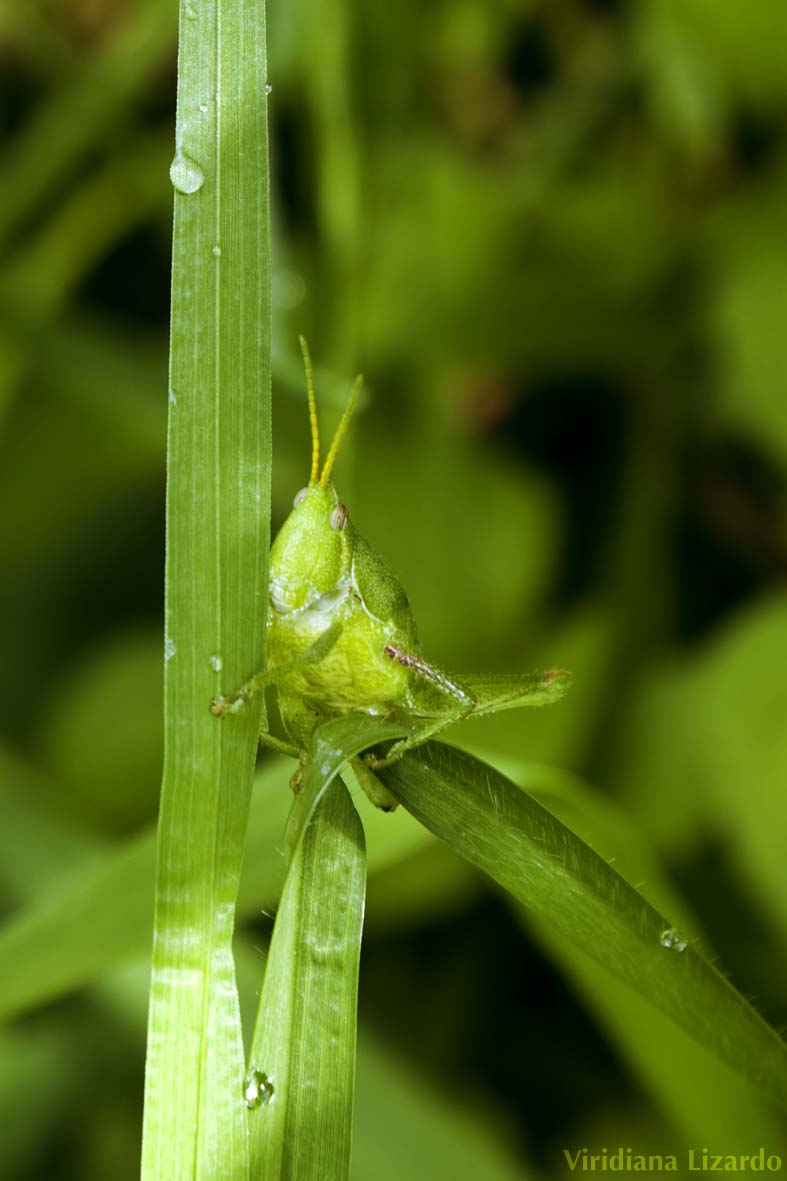
O sphenarium purpurascens em seu habitat.

Na primeira fase, o óvulo nasce em uma ninfa pequena em cerca de 0,6 mm., de cor parda e pálida com manchas escuras. O sexo pode identificar e nos machos, o que é claramente a placa subgenital. Na segunda fase, o chefe da ninfa é mais alongado, a cor é manchas escuras mais acentuadas e há uma evolução na perna. Na terceira fase, as manchas escuras, antes de formar circular, torna-se irregular e assumem vários tons de verde, vestígios de asa amarela, cinza ou preto aparecem e os pés são mais longos, genitália alargada, facilitando diferenciação sexual. Na quarta fase, o corpo alarga-se no meio de até 16 mm, as antenas já apresentam os 14 segmentos, os olhos têm listras pardas e amarelas sobre fundo castanho-claro e as patas se aumentam da espessura e a genitália externa se tornam ainda mais evidente. Na quinta fase, o corpo é esticado pela distensão dos segmentos abdominais, os olhos são grandes e negros, os restos alares são mais visíveis e as patas são considerados mais desenvolvidos.

## Uso
Desde tempos imemoriais, é coletado para consumo humano. O teor de sua proteína é superior a 70%. Sua colheita, cultura e comercialização como o prato típico é uma fonte significativa de renda para as comunidades rurais da América Central. Seu uso é feito a partir da terceira fase da ninfa, embora o produto mais comercializado a partir da quinta fase, e como um adulto. Normalmente são cozidos e assados e comidos em diversas receitas, como moído é usado para fazer bolos. Outras 19 espécies de gafanhotos são usados para alimentação.
Muitos dos agricultores e especialmente as empresas agrícolas consideram esta espécie como praga e até mesmo, de acordo com as autoridades fitossanitárias, é classificada como a praga mais importante no estado de Tlaxcala, a colheita de gafanhotos de milho para a alimentação pode tornar-se um método de controle alternativo eficaz e rentável.